# Abimael Guzmán
Manuel Rubén Abimael Guzmán Reynoso også kendt under navnet Formand Gonzalo (Presidente Gonzalo) (født 3. december 1934 i Mollendo, Arequipa, død 11. september 2021 i Callao) var en peruviansk guerillaleder. Han arbejdede først som professor i filosofi, men blev kendt som leder for den maoistiske gruppe Den lysende Sti i Peru. Han blev fængslet i 1992 og senere idømt livtidsfængsel for terrorisme.